# Luzula johannis-principis
Luzula johannis-principis là một loài thực vật có hoa trong họ Juncaceae. Loài này được Murr mô tả khoa học đầu tiên năm 1921.